# 茶屋町MBS劇場
茶屋町MBS劇場（ちゃやまちエムビーエスげきじょう）は、毎日放送（MBSラジオ）で2008年度から2016年度まで放送されたラジオ番組で、ナイターオフ期間（10月 - 翌年3月）限定の演芸番組。放送日・時間はシーズンによって異なる。
このページでは、当番組の企画から派生した通年番組の『MBS日曜映画館→茶屋町MBSシネマ』および、当番組と『茶屋町MBSシネマ』を収録コーナー扱いで内包したコンプレックス形式の生ワイド番組『おわらナイト』（おわらナイト）についても述べる。

## 『茶屋町MBS劇場』

### 概要
『MBS1179寄席』（前半）と『茶屋町放送文化館』（後半。2010年度までは『MBS土曜（日曜）映画館』）の2部構成 → 『MBS1179寄席』（前半・後半）と『茶屋町柏木亭』（中盤）の3部構成によるコンプレックス番組で、柏木宏之（当時、毎日放送アナウンサー）が進行を担当。『MBS1179寄席』では落語の音源をノーカットで放送するため、各パートの放送時間は週により異なり、全編で『-寄席』が編成されたり、逆に『-柏木亭』が2本立てとなる時もあった。
この枠は『MBSベースボールパークスペシャル』として10月以降もプロ野球中継が編成されることが多く、10月改編の最初から始まる年は少なかった。

### 放送時間
| 年度 | 曜日 | 放送時間      |                                                                                               |
| ---- | ---- | ------------- | --------------------------------------------------------------------------------------------- |
| 2008 | 日   | 18:00 - 20:00 |                                                                                               |
| 2009 | 日   | 18:00 - 19:00 | 19時台に『ラジオふるさと便』のネット開始。その影響で、1時間以内の落語しか放送できなくなった。 |
| 2010 | 土   | 18:30 - 21:00 | 土曜日へ移動。放送時間を拡大。                                                                |
| 2011 | 日   | 18:30 - 21:00 | 再び日曜日へ移動。                                                                            |
| 2012 | 土   | 19:00 - 20:30 | 再び土曜日へ。放送時間を縮小。                                                                |
| 2013 | 土   | 19:30 - 21:00 |                                                                                               |
| 2014 | 土   | 19:30 - 21:00 | 最終回は桂米朝追悼企画となった。                                                              |
| 2015 | 土   | 19:30 - 21:00 | 桂米朝の高座を中心に放送予定、と銘打たれていた。                                              |
| 2016 | 土   | 19:30 - 21:00 | 3月最終週を待たずに終了。                                                                     |

### 「MBS1179寄席」
- タイトルの"1179"は、毎日放送（MBSラジオ）のAM周波数に由来。FM補完中継（ワイドFM）が開始された2016年度もタイトルは変更されていない。
- 毎日放送がアーカイブとして保存しているテレビ・ラジオの過去の演芸番組（『特選!米朝落語全集』や『ザ・上方寄席』など）や新たに収録した音源（末期は収録・放送実績なし[8]）から、上方落語の一節（ネタ）を放送。登場する落語家も、故人、名人クラス、中堅・ベテランクラスと幅広いが、素材に『特選!米朝落語全集』があることから、桂米朝および米朝事務所所属の米朝一門のネタの放送機会が非常に多い[9]（他の一門では松鶴一門のネタがたまに放送される程度で、それ以外の文枝[10]・春団治[11]・染丸・露のなどの一門は滅多に取り上げられない[12]）。
- 落語の音源をノーカットで放送するため、当パートの終了時刻はネタの長さによって異なる。2時間枠で放送されていた2008年度には、1時間を超える大ネタを流したこともあった。2010年度・2011年度は、放送枠が2時間半に拡大したため、大長編ネタを丸々1本放送したこともあった。
- 各演目開始時は柏木が演者とネタ（音源の収録日・場所も）を賑々しく紹介する一方、終了時は演者とネタのアナウンスを行わず、代わりに番組のエンディングでまとめてアナウンスする。
- 毎日放送では過去にも、毎週日曜日の7:00 - 7:30に同名のラジオ番組を放送。『MBSサンデースペシャル』『MBSマンデースペシャル』でも、同名の企画を放送したことがある。また、2010年4月18日の深夜には、『MBS1179ミッドナイト寄席』というタイトルの特別番組を編成。『米朝一門 獅子十六の会〜都んぼ・吉弥プロデュース〜』の録音から4題放送した。
- 中途半端に時間が余った場合、落語家が歌った楽曲を流すことがあった（桂雀三郎 withまんぷくブラザーズ『ヨーデル食べ放題』、月亭可朝『嘆きのボイン』など）。

#### 「茶屋町柏木亭」
- 『MBS1179寄席』のネタが長くない場合（1時間半枠では通常2本放送）には、ネタの合間に主に上方落語家のゲスト[13]と柏木による対談も流す。ちなみに柏木は、ゲストの落語家に対し同期生について質問することが多かった。
- 10月はプロ野球中継による番組休止の可能性があり[14]、2012 - 2016年度の11月は『GI最前線 ジョッキー★ナイト』（20:00 - 21:00に、年度下半期は11月から12月にかけて3度放送）を放送する週があったことから、当コーナーの放送機会は少なかった。

#### 「茶屋町放送文化館」
- 『MBS日曜映画館』が単独番組として独立した2011年度から、後半に不定期で放送。毎日放送が2003年まで千里丘放送センターで運営していた「放送文化館」にちなんで、毎日放送が過去に放送したラジオ番組の音源の一部や、過去に人気のあったテレビ番組の主題歌などを流す。
- 2014年頃は「僕たちが好きだったテレビ主題歌」というタイトルで『MBSマンデースペシャル』枠に移行した。2015年度から2017年度は、『Till Dawn Music』（通年で平日の深夜に放送されている音楽番組）の中で上記の企画を放送することがあった。

#### 元日興行
- 2011年1回目となる1月1日は『元日興行』と銘打った4時間の拡大版として17:45 - 21:55に編成。落語『地獄八景亡者戯』とラジオドラマ『神だのみ』[15]で構成。また『U.K. BEAT FLYER 1179』も特別参加して、2011年に活躍が期待される関西にゆかりのある歌手・音楽家のメッセージを特集した。
- 以来、毎年元日に長時間の特別番組を編成しているが、2016年元日は金曜日であることから翌2日の通常放送から番組を始めた。2017年元日は日曜日であることから前年大晦日の通常放送を休止し8:00 - 8:30[16]に『元日興行』を編成した。
- レギュラー番組としての放送を終了した2017年度以降も、単独番組扱いの『新春興行』→『Mラジ新春寄席20XX』として編成した。
  - 初年度の2018年には1月3日（水曜日）の10:30 - 12:50に放送（構成は桂吉弥『時うどん』、桂吉朝『東の旅「発端」』、桂ざこば『不動坊』、茶屋町柏木亭：桂米紫、桂米朝『けんげしゃ茶屋』）。
  - 2019年には1月2日（水曜日）の17:45 - 21:55に放送（前半は桂二葉『3年2組の高田くん』（桂あやめ作）、笑福亭鉄瓶『茶漬幽霊』、桂吉弥『高津の富』、7代目笑福亭松喬[17]『住吉詣り』。つなぎとして桂雀三郎 withまんぷくブラザーズの楽曲『ああ、青春の上方落語』[18]。後半は3代目桂春団治『高尾』、5代目桂文枝『三十石夢乃通路』、桂米朝『帯久』、6代目笑福亭松鶴『親子酒』[19]）。
  - 2020年には1月1日（水曜日）の17:45 - 20:14に放送（構成は3代目桂春団治『親子茶屋』、5代目桂文枝『高津の富』、茶屋町柏木亭：桂千朝、桂米朝『らくだ』、6代目笑福亭松鶴『蔵丁稚』）。
  - 2021年には1月1日（金曜日）の17:45 - 19:55に放送（4年ぶりに『元日興行』と呼称。構成は「愛の世界」をテーマとし、桂ちょうば『ハンカチ』（小堀裕之作）、桂吉弥『替り目』、茶屋町柏木亭：桂米紫（3年ぶり）、7代目笑福亭松喬[17]『崇徳院』、桂ざこば『厩火事』）。
  - 2022年には、株式会社MBSラジオ（毎日放送のラジオ放送免許とラジオ放送部門を2021年4月1日付で承継したグループ会社で愛称は「Mラジ」）の制作による『Mラジ新春寄席2022』として、1月3日（月曜日）の19:00 - 20:55に放送（構成は7代目笑福亭松喬[17]『お文さん』、桂塩鯛『宿題』（桂三枝作）、新春笑談：7代目松喬・桂米紫（2年連続…塩鯛の弟子）、笑福亭仁鶴『池田の猪買い』）。
  - 2023年には『Mラジ新春寄席2023』として、1月3日（火曜日）の17:45 - 19:55に放送。「鉄道・旅」をテーマに掲げたことから、例年出演していた柏木（同年2月28日付で「シニアスタッフ」としての嘱託契約期間を満了）に代わって、自他共に認める鉄道ファンの馬野雅行（毎日放送アナウンサー）を「席亭」（進行役）に初めて起用した。放送した演目は桂吉朝『東の旅「発端」「奈良名所」「野辺」「煮売屋」』、桂しん吉『若旦那と わいらと エクスプレス』、桂米朝『胴乱の幸助』。新春笑談（しん吉と米朝の演目の間）では、しん吉・馬野による鉄道ファン同士の対談が実現した。
  - 2024年[20]には『Mラジ新春寄席2024』として、1月2日（火曜日）の17:45 - 19:55に放送。前年同様「鉄道・旅」をテーマに掲げ、馬野が「席亭」、しん吉が新春笑談のゲストとして出演。放送した演目は桂しん吉『木彫りの熊』『北の鉄道王国』、桂米朝『住吉駕籠』。
  - 2025年は再度リニューアルが行われ、2018年以降の特番トークパートに3度出演した米紫がパーソナリティを務める『桂米紫の新春笑うべーし!2025』を1月1日（水曜日）の17:45 - 19:55に放送。パートナーとして南かおり、お囃子紹介コーナーのゲストとして浅野美希と桂米輝が出演した。

#### 関連および競合番組
テレビ番組
- らくごのお時間（毎日放送）

ラジオ番組
- 日曜落語 〜なみはや亭〜（朝日放送→朝日放送ラジオ）
- ラジオわろうてい（朝日放送）※2017年3月終了。『らくごのお時間』放送時は裏番組に。
- 上方落語をきく会（朝日放送→朝日放送ラジオ）※2013年開催分から「夜の部」の中継が当番組の裏番組に[21]。
- 大爆笑!ラジ関寄席→内海英華のラジ関寄席（ラジオ関西）※松竹芸能専門。

## 『MBS日曜映画館』 → 『茶屋町MBSシネマ』

### 概要
2008年度から2010年度まで『茶屋町MBS劇場』枠の後半で放送されていたコーナーを、独立番組として編成。MBSラジオで以前放送されていた『茶屋町深夜映画館』（毎週日曜日深夜）から、放送内容や出演者、メールアドレスなどを引き継いでいる。
「シネマコミュニケーター」という肩書で活動するフリーアナウンサーの森川みどりが、関西地区の映画館で公開中（または近日公開予定）の映画を紹介。毎日放送ラジオ制作部プロデューサー（当時）の堀田到が、森川のパートナーを務める。放送回によっては、関係者のインタビューやサントラの一部を放送したり、近日発売予定のDVD作品を取り上げたりすることもある。

### 放送時間の変遷
- 2011年4月3日からは、『MBS日曜映画館』のタイトルで、毎週日曜日の16:30 - 16:59に通年番組として編成。2011年度以降は、通年番組と並行して『 - 劇場』の後半で特別企画を放送することもあった。その一方で、前枠の『サンデー競馬中継 みんなの競馬』が中央競馬の薄暮開催レースを中継する場合は、当番組の放送枠を16:35 - 16:59に短縮していた。
- 2014年度から、毎週土曜日の23:30 - 24:00に移動。タイトルを『茶屋町MBSシネマ』に改めた。
- 2017年4月8日放送分からは毎週土曜日の0:00 - 0:20に移動した[24]が、独立番組としては同年9月30日で放送を終了した[25]。

## 『おわらナイト』

### 概要
「金曜の夜は終わらない!金曜の夜はお笑いを!金曜の夜はすばらしい時間を!」というメッセージの下に、『茶屋町MBS劇場』『茶屋町MBSシネマ』および『伊東正治のミュージック・バル』（2017年3月26日まで放送されていた音楽番組）の統合によって誕生した生ワイド番組。2021年3月27日放送分までは、『ミュージック・バル』でパーソナリティ・プロデューサー・企画・選曲・インタビュアーの役割を一手に担っていた伊東正治（フリーアナウンサー・フリープロデューサー、元・毎日放送アナウンサー）が、「ナビゲーター」という肩書で生放送を進行していた。
当番組では、『茶屋町MBS劇場』を「おわらナイト 茶屋町MBS寄席」、『茶屋町MBSシネマ』を「おわらナイト モーニングシアター」として内包コーナー化（いずれも事前収録）。それ以外の時間帯には、『ミュージック・バル』の流れを汲む企画、伊東や毎日放送の他のラジオ番組のパーソナリティが選んだ楽曲、リスナーからのリクエスト曲などを生放送で届ける。このため、『ミュージック・バル』の最終シーズン（2016年度のナイターオフ編成）に続いて、「+MUSIC 906!」（毎日放送が月 - 土曜日の深夜に編成する音楽系のラジオ番組レーベル）へ組み込まれている。
番組タイトルの「おわらナイト」は、「Oh, What A Night!」（久保田利伸の楽曲のタイトル）の発音をベースに、「金曜の夜は終わらない」というメッセージを重ねている。番組ジングルは、このタイトルを歌詞に盛り込んだアカペラによるオリジナル音源で、伊東に「こんなかっこいいジングルを使う番組を担当したかった」と言わせている。ちなみに、テレビ東京（関西地方ではテレビ大阪など）が1980年代の中盤に放送していた『おーわらナイト』（毎週金曜日22:00 - 22:30）とは、「（編成上）毎週金曜日に放送されるレギュラー番組」という共通点があるだけで、直接の関係がない。
また、上記の内包コーナーのうち、「おわらナイト モーニングシアター」は2018年9月29日放送分で終了。「おわらナイト 茶屋町MBS寄席」については、2018年度から上半期（プロ野球シーズン中）のみ放送を休止する予定だったが、下半期にも放送を再開していない。
なお、伊東のアナウンサー時代からラジオ・テレビ兼営局だった毎日放送は、2021年4月1日付でラジオ放送事業とラジオ放送免許を「株式会社MBSラジオ」で承継。当番組では、承継を機に株式会社MBSラジオのコンテンツデザイン局プロデュースセンターが制作していたほか、承継後最初の放送（4月3日）からは伊東に代わって西田愛（にしだ めぐみ）が「ナビゲーター」を務めていた。しかし、MBSラジオが2021年の10月改編で平日の生ワイド番組を大幅に変更することに伴って、当番組は同月2日未明放送分で終了。『あどりぶラヂオ』も前日（10月1日未明放送分）で終了したため、同月の第2週以降は、両番組の放送枠を『Mラジ Music Treasures』が引き継いでいる。

### 放送時間
- 毎週土曜日2:30 - 4:55（2017年10月7日 - 2020年6月27日）
  - 当時水 - 土曜日の未明から早朝にかけて編成されていた『Till Dawn Music』（基本として事前収録）の土曜未明・早朝放送分を終了させたうえで、放送枠を継承。2017年度の下半期には、「おわらナイト 茶屋町MBS寄席」を3:00頃から30分程度、「おわらナイト モーニングシアター」を4:00頃から20分間放送していた。
  - 2017年の年末から2018年の年始にかけては、以下のような編成で対応した。
    - 2017年の最終週（30日には、当番組の放送枠を『オールザッツレイディオ2017』（当該時間帯に毎日放送で放送するテレビ番組「オールザッツ漫才」と連動した特別番組）に充てる関係で、当番組の全編を休止。このため、当番組は23日放送分で、年内の放送を終了した。
    - 内包コーナーについては、独立番組として別々に編成。2017年12月31日（日曜日）の14:00 - 15:20に森川の進行で『茶屋町MBSシネマスペシャル』、2018年1月3日（水曜日）の10:30 - 12:50に柏木の進行で『茶屋町MBS劇場〜新春興行〜』（先述）を放送した。

  - 2018年2月3日未明（2日深夜）には、毎日放送の番組やイベントへ頻繁に登場してきたいときん（旧名・イトキン。ET-KINGのリーダー）が同年1月31日に逝去したことを受けて、「ET-KING特集」をほぼ全編にわたって生放送。ラジオでの編成上「毎日放送におけるいときんへの追悼番組」と扱われたことから、他の生ワイド番組やスポットCMでも、メッセージの募集を兼ねて前日（2日）に告知していた。
    - いときんが『withイトキン 夜はラジオと決めてます』（『夜ラジ』という略称を持っていた2012年度ナイターオフ番組の金曜日）のパーソナリティでもあったことから、当日の放送では、『夜ラジ』を機にいときんと交流していた関係者がゲストで出演。3時台の前半には、テーマソングを提供していたオオザカレンヂkeisuke[28]への電話インタビュー（事前収録）を放送した。4時台の生放送パートには、いときんのパートナーを務めた亀井希生（毎日放送アナウンサー）が、『かめばかむほど亀井希生です!』（当日6:00から放送の生ワイド番組）の本番を控えていたにもかかわらず急遽ゲストで出演した。
    - 内包コーナーについては、「茶屋町MBS寄席」を休止。「モーニングシアター」については、放送時間をオオザカレンヂkeisukeへのインタビュー直後（3:30前後）まで繰り上げるとともに、森川がコーナーの冒頭でいときんへの追悼コメントを述べた。

  - 「茶屋町MBS寄席」は、2018年度の上半期からレギュラー放送を休止。その一方で、2018年10月6日放送分からは、「JAZZのお時間」というコーナーを新設。3時台の後半に、ジャズの名曲を流している。
- 毎週土曜日2:30 - 4:40（2020年7月4日 - 2021年3月27日）
  - 『今旬!いいもの百貨店』（外部制作によるラジオショッピング番組）を4:40 - 4:55に編成することに伴って、放送時間を短縮。『あどりぶラヂオ』でも、同様の措置を講じている。
  - 2021年の初回（1月3日）では、生放送ではなく、2020年内に収録した内容を放送した。
- 毎週土曜日2:40 - 4:40（2021年4月3日 - 2021年10月2日）
  - Jリーグのシーズン中限定で『金曜ピッチサイドトーク』（林智美が進行するヴィッセル神戸・アビスパ福岡の応援情報番組）を2:30 - 2:40に編成することに伴って、放送時間を短縮。

#### 備考
毎日放送の金曜日における編成上の終点番組（通常編成での最終番組）に設定されていたため、当番組のエンディングに続いて、編成上のオープニング（当時の現役アナウンサーだった高井美紀による放送開始の挨拶とコールサインのアナウンス）音源が1分間流れていた。このような事情から、本編の放送時間は、編成上の放送時間より1分短い。
毎日放送の自社制作による深夜の生ワイド番組であるため、年度上半期に当たるプロ野球シーズン中の放送では、『MBSベースボールパーク』のナイトゲーム中継を21:00以降まで延長した場合に、放送時間を随時短縮していた。

### 出演者

#### 現在（2021年4月以降）
- ナビゲーター：西田愛（にしだ めぐみ）
  - 昭和プロダクション所属のフリーアナウンサーで、MBSラジオでは2012年5月から、『ありがとう浜村淳です』に「ありがとう娘」（アシスタント）の1人として出演。当番組のナビゲーターへ起用される前にも、『あどりぶラヂオ』のパーソナリティを数回経験していた。

#### 過去
- ナビゲーター：伊東正治
  - 毎日放送のアナウンサー時代に、通算で12年間にわたってラジオ番組『MBSヤングタウン』（同局制作の深夜番組）へ生出演。同局ラジオプロデューサー時代の『モーニングミックス』や、『ミュージック・バル』放送期間中（2015年7月4日から同年12月26日まで）の『伊東正治の朝バル』など、同局のラジオでの早朝（4時台）の収録番組でもレギュラーでパーソナリティを務めた経験を持つ。
  - 66歳にして、同局のラジオでの早朝2時 - 4時台の生放送番組へのレギュラー出演を、人生で初めて経験。土曜未明・早朝の生放送であることから、後日radikoのタイムフリー機能で聴取しても楽しめる番組を目標に掲げていた。ただし、当番組では「1人の『喋り手』として毎日放送のアナウンサーになった1975年頃の初心に還る」という意向から、プロデューサーを兼務していない[30]。
  - 当番組の開始を機に、毎日放送アナウンサー時代の後輩・水野晶子がパーソナリティを務める『しあわせの五・七・五』（毎週土曜日の5:00 - 5:30に放送される川柳投稿番組）へ、自作の川柳を毎週投稿。2018年3月10日の生放送で、投稿した川柳が水野から初めて紹介された。
  - 毎日放送アナウンサー時代からのポリシーで「担当番組への出演を終了することを『卒業』と表現したくない」とのことで、最後に出演した2021年3月27日放送分でも、「卒業」ではなく自身の意向で「降板」することを明言している。
- コーナーレギュラー
  - 森川みどり
  - 堀田到（毎日放送の定年を迎えた2017年10月以降も、2022年9月までは「シニアスタッフ」[31]として、それ以後はMBSラジオのアルバイト扱いで引き続き勤務）
    - いずれも「おわらナイト モーニングシアター」にのみ出演。森川は、1995年に毎日放送ラジオの映画情報番組『こだわりシネマ大通り』で、当時同局のアナウンサーだった伊東とレギュラーで共演していた。また、伊東が同局のラジオプロデューサー時代に携わった番組（『ノムラでノムラだ♪』『森川みどり・渡辺裕薫のシネコン倶楽部』など）でも、レギュラー出演の経験があった。「おわらナイト モーニングシアター」の終了を機に降板。

### 主なコーナー

#### 番組の終了時点
おわらナイト みんなでお天気
- 2020年1月頃から、2時台の後半に放送。放送中（または放送直前）にリスナーから電子メールやFAXで寄せられた聴取場所での空模様と気温をいくつか紹介した後に、伊東→西田が関西全域の気象概況を手短に伝える。
- 2019年末までの放送では伊東がフリートークの一環で気象概況を伝えるだけだったが、番組開始当初から一部のリスナーが空模様と気温を記した電子メールを毎回送っていることを背景に、レギュラーコーナーとして編成したうえで、他のリスナーからも同様のメールやFAXを募集するようになった。ナビゲーターを伊東から西田へ交代してからも継続。
- リスナーが目視や気温計などで観測した結果を中心に紹介しているため、放送上は『お天気のお知らせ』（MBSラジオが定時に放送する天気予報の統一タイトル）ではなく、「みんなでお天気」と称している。ちなみに、リスナーから寄せられる情報の中には、前回放送時の観測結果との比較データが盛り込まれることがある。

夜と朝の交差点 Meguスクランブル
- 「Megu」（西田愛）のナビゲーター就任を機に新設。「夜と朝の交差点」に当たる3時台に、音楽や本などを紹介する。ただし、前日の『MBSベースボールパーク』でナイトゲーム中継を21時以降にも延長していた場合に、休止することがある。

#### 過去（2021年3月以前）
いずれも、伊東のナビゲーター時代に放送。
おわらナイト 茶屋町MBS寄席
- 『茶屋町MBS劇場』時代に扱っていた演目から、米朝事務所所属の米朝一門[32]の落語（ネタの長さは30分程度）に絞って毎日放送のアーカイブ音源を放送。『茶屋町MBS劇場』でオープニングとエンディングに流していたお囃子の音源を流用する一方で、柏木に代わって伊東が演者や演目を生放送で紹介する。
- 特別企画（前述した「ET-KING特集」など）を急遽編成する場合に休止することがあった。
- プロ野球シーズン突入を機に、2018年3月24日放送分で休止。同年以降のプロ野球オフシーズンにも放送を再開していない。

おわらナイト モーニングシアター
- 『茶屋町MBSシネマ』から、出演者・企画・テーマソングを継承。同番組時代からスポンサーを付けていなかったが、内包コーナー化後のオープニングでは、森川がタイトルコールに続いて提供クレジット風に「森川みどりがお送りします」というアナウンスを入れていた。
- 2018年9月29日放送分で終了。同年10月以降の放送では、リクエスト曲の放送やメッセージの紹介に充てられるほか、事前収録による特別企画を随時編成する。当コーナーで取り上げていた新作映画の情報については、大の映画好きでもある伊東が、自身の感想などを交えながら生放送中に随時紹介していた。

JAZZのお時間
- 伊東自身が所蔵しているジャズのCDを活用したコーナーで、「おわらナイト モーニングシアター」の終了を機に、2018年10月7日から主に3時台の後半で生放送。毎回1名のアーティストに焦点を当てたうえで、そのアーティストが発表したジャズの名曲やカヴァー曲を、伊東の進行で数曲流していた。伊東の降板に合わせて、2021年3月27日放送分で終了。

放送中に流れる楽曲については、リスナーからのリクエスト曲や「JAZZのお時間」内のジャズを除いて、基本として番組スタッフが選んでいる。ただし、2019年12月の「MBSラジオ　ドリームウィーク」では、リスナーも選曲に参加できる「みんなで選曲」という企画を初めて実施。「本放送の時間帯（金曜日の深夜～土曜日の早朝）に自分以外のリスナーが楽しく聴き心地よく過ごせそうな楽曲を選ぶ」という条件の下に、選曲希望者1人につき1～3曲程度の候補曲を受け付けたうえで、「ドリームウィーク」中の14日未明放送分の選曲に極力反映させていた。2020年以降も、半年に1回のペースで実施。